# Cédric Pioline
Cédric Pioline (Neuilly-sur-Seine, 15 juli 1969) is een voormalig tennisprof uit Frankrijk. Hij kwam tussen 1989 en 2002 uit op de ATP-tour. Pioline won vijf titels in het enkelspel en één in het dubbelspel. Ook maakte Pioline deel uit van het Franse team dat de Davis Cup won in 1991 en 1996.
Tegenwoordig is Pioline toernooidirecteur van het ATP-toernooi van Parijs. Hij is actief op de ATP Senior Tour.

## Palmares
| Legenda                       | Legenda               |
| ----------------------------- | --------------------- |
| Grand Slam                    |                       |
| Olympische Spelen             |                       |
| tot 2009                      | vanaf 2009            |
| Tennis Masters Cup            | ATP Finals            |
| ATP Masters Series            | ATP Tour Masters 1000 |
| ATP International Series Gold | ATP Tour 500          |
| ATP International Series      | ATP Tour 250          |

### Enkelspel
| Nr.              | Datum      | Toernooi          | Ondergrond    | Tegenstander in finale | Score         |         |
| ---------------- | ---------- | ----------------- | ------------- | ---------------------- | ------------- | ------- |
| gewonnen finales |            |                   |               |                        |               |         |
| 1.               | 1996-03-17 | ATP Kopenhagen    | Tapijt (i)    | Kenneth Carlsen        | 6-2, 7-6      | details |
| 2.               | 1997-05-04 | ATP Praag         | Gravel        | Bohdan Ulihrach        | 7-6, 7-6      | details |
| 3.               | 1999-06-20 | ATP Nottingham    | Gras          | Kevin Ullyett          | 6-3, 7-5      | details |
| 4.               | 2000-02-20 | ATP Rotterdam     | Hardcourt (i) | Tim Henman             | 6-4, 7-6      | details |
| 5.               | 2000-04-23 | ATP Monte Carlo   | Gravel        | Dominik Hrbatý         | 6-4, 7-6, 7-6 | details |
| verloren finales |            |                   |               |                        |               |         |
| 1.               | 1992-10-25 | ATP Lyon          | Tapijt (i)    | Pete Sampras           | 4-6, 2-6      | details |
| 2.               | 1993-04-25 | ATP Monte Carlo   | Gravel        | Sergi Bruguera         | 6-7, 0-6      | details |
| 3.               | 1993-09-12 | US Open           | Hardcourt     | Pete Sampras           | 4-6, 4-6, 3-6 | details |
| 4.               | 1993-10-11 | ATP Toulouse      | Tapijt (i)    | Arnaud Boetsch         | 6-7, 6-3, 3-6 | details |
| 5.               | 1993-10-17 | ATP Bolzano       | Tapijt (i)    | Arnaud Boetsch         | 3-6, 2-6      | details |
| 6.               | 1993-10-24 | ATP Lyon          | Tapijt (i)    | Pete Sampras           | 6-7, 6-1, 5-7 | details |
| 7.               | 1994-08-28 | ATP Long Island   | Hardcourt     | Jevgeni Kafelnikov     | 7-5, 1-6, 2-6 | details |
| 8.               | 1996-02-04 | ATP Zagreb        | Tapijt(i)     | Goran Ivanišević       | 6-3, 3-6, 2-6 | details |
| 9.               | 1996-02-18 | ATP Marseille     | Hardcourt (i) | Guy Forget             | 5-7, 4-6      | details |
| 10.              | 1997-07-06 | Wimbledon         | Gras          | Pete Sampras           | 4-6, 2-6, 4-6 | details |
| 11.              | 1998-03-01 | ATP Londen Indoor | Tapijt (i)    | Jevgeni Kafelnikov     | 5-7, 4-6      | details |
| 12.              | 1998-04-26 | ATP Monte Carlo   | Gravel        | Carlos Moyá            | 3-6, 0-6, 5-7 | details |

### Mannendubbelspel
| Nr.              | Datum      | Toernooi   | Ondergrond | Partner         | Tegenstanders in finale        | Score         |         |
| ---------------- | ---------- | ---------- | ---------- | --------------- | ------------------------------ | ------------- | ------- |
| gewonnen finales |            |            |            |                 |                                |               |         |
| 1.               | 1993-07-11 | ATP Gstaad | Gravel     | Marc Rosset     | Hendrik Jan Davids Piet Norval | 6-3, 3-6, 7-6 | details |
| verloren finales |            |            |            |                 |                                |               |         |
| 1.               | 2002-11-03 | ATP Parijs | Tapijt (i) | Gustavo Kuerten | Nicolas Escudé Fabrice Santoro | 3-6, 6-7      | details |

## Resultaten grandslamtoernooien
| Legenda | Legenda                          |
| ------- | -------------------------------- |
| g.t.    | geen toernooi gehouden           |
| l.c.    | lagere categorie                 |
| –       | niet deelgenomen                 |
| G       | uitgeschakeld in de groepsfase   |
| 1R      | uitgeschakeld in de eerste ronde |
| 2R      | uitgeschakeld in de tweede ronde |
| 3R      | uitgeschakeld in de derde ronde  |
| 4R      | uitgeschakeld in de vierde ronde |
| KF      | uitgeschakeld in de kwartfinale  |
| HF      | uitgeschakeld in de halve finale |
| F       | de finale verloren               |
| W       | het toernooi gewonnen            |
| w-v     | winst/verlies-balans             |

### Enkelspel
| Toernooi        | 1989 | 1990 | 1991 | 1992 | 1993 | 1994 | 1995 | 1996 | 1997 | 1998 | 1999 | 2000 | 2001 | 2002 |
| --------------- | ---- | ---- | ---- | ---- | ---- | ---- | ---- | ---- | ---- | ---- | ---- | ---- | ---- | ---- |
| Australian Open | –    | 1R   | 1R   | 2R   | 2R   | 1R   | 1R   | –    | –    | 4R   | 1R   | 1R   | 3R   | –    |
| Roland Garros   | 1R   | 1R   | 2R   | 4R   | 2R   | 2R   | 2R   | KF   | 3R   | HF   | 1R   | 4R   | 2R   | 1R   |
| Wimbledon       | –    | –    | 2R   | 2R   | KF   | 1R   | KF   | 4R   | F    | 1R   | KF   | 2R   | 2R   | 1R   |
| US Open         | –    | –    | 1R   | 3R   | F    | 3R   | 2R   | 3R   | 4R   | 1R   | HF   | 3R   | 1R   | –    |

### Mannendubbelspel
| toernooi        | 1989 | 1990 | 1991 | 1992 | 1993 |
| --------------- | ---- | ---- | ---- | ---- | ---- |
| Australian Open | –    | 1R   | –    | –    | –    |
| Roland Garros   | KF   | 1R   | 1R   | 1R   | 2R   |
| Wimbledon       | –    | –    | –    | –    | –    |
| US Open         | –    | –    | –    | –    | –    |

### Gemengd dubbelspel
| toernooi        | 1989 |
| --------------- | ---- |
| Australian Open | –    |
| Roland Garros   | 1R   |
| Wimbledon       | –    |
| US Open         | –    |